# Alexander Hubert von Volborth
Alexander Hubert Law von Volborth (* 2. Februar 1885 in Sankt Petersburg, Russisches Kaiserreich; † 1973 in Biberach an der Riß) war ein deutsch-russischer Landschaftsmaler, Grafiker und Illustrator.

## Leben
Von Volborth studierte Malerei an den Akademien von Stuttgart, Düsseldorf (1908) und Berlin. Dort waren Anton von Werner, Max Slevogt, Joseph Scheurenberg und Arthur Kampf seine Lehrer. Tätig war von Volborth unter anderem in Biberach an der Riß.
Im Jahr 1912 spielte von Volborth dem expressionistischen Künstler Max Pechstein einen Streich, indem er ihm zwei vermeintlich ernsthafte moderne Zeichnungen zusandte, die von Volborth jedoch als Karikaturen gefertigt hatte. Pechstein sollte ihm bei der Veröffentlichung der Zeichnungen helfen. Die Tatsache, dass Pechstein auf diesen Streich hereinfiel, amüsierte seinerzeit die konservative Kunstkritik.
1911 und 1912 fertigte er für das Märchenbuch Der Elfenraub von Marie Charlotte Siedentopf den Jugendstil-Bilderschmuck.
Zum 1. Mai 1933 trat er der NSDAP bei, wurde aber November 1934 gestrichen.

## Familie
Law von Volborth war der Sohn von Alexander Eugen Robert von Volborth (1854–1924) und dessen erster Frau Hilda, geb. Law-Gisiko (1861–1935). Seiner Mutter zu Ehren führte er den Nachnamen „Law von Volborth“. 1916 heiratete er seine Verlobte Colomba Fahrenkrog (1894–1970), ebenfalls eine Malerin sowie Tochter des Malers Ludwig Fahrenkrog und dessen Frau Charlotte, geb. Lüdecke. Aus der Ehe entsprossen vier Kinder.